# Сухе (Новопсковський район)
Сухе — колишнє село в Україні; підпорядковувалось Осинівській сільській раді Новопсковського району Луганської області.
Розміщувалось на 2 км північніше від села Макартетине, на відстані 7 км від адміністративного центру сільської ради, села Осинове, 14 км від районного центру, смт Новопсков, та 116 км від обласного центру, міста Луганськ.
Виключене з облікових даних 26 січня 2006 року рішенням Луганської обласної ради.